# Henri Sorvali
Henri Antti Viljami Sorvali (ur. 19 października 1978 w Helsinkach), znany również jako Trollhorn – fiński muzyk, kompozytor i wokalista, multiinstrumentalista, a także inżynier dźwięku i producent muzyczny. Henri Sorvali znany jest przede wszystkim z wieloletnich występów w folk metalowych grupach Moonsorrow i  Finntroll. Współtworzy ponadto zespoły Woods of Belial i Lakupaavi. Był ponadto członkiem zespołów Ahti, Crypt, Luokkasota, Masturbory, Terrorthrone, The Wicked, Thornfrost oraz Thunderdogs. W latach 90. XX w. jako muzyk koncertowy współpracował z zespołem rockowym The Rasmus.
Syn perkusisty rockowego Urpo „Upi” Sorvaliego (1952–1989). Jest kuzynem Ville Sorvaliiego, basisty i wokalisty Moonsorrow. Henri Sorvali poza działalnością artystyczną pracuje jako nauczyciel muzyki w Sibelius-lukio (szkoła średnia Sibelius) w Helsinkach.

## Wybrana dyskografia
- Shaman – Shamániac (2002, instrumenty klawiszowe)
- Woods of Belial – Deimos XIII (2003)
- Divercia – Cycle of Zero (2004, koprodukcja, programowanie, instrumenty klawiszowe)
- The Wicked – Sonic Scriptures of the End Times or Songs to Have Your Nightmares With (2004)
- Rytmihäiriö – Saatana on herra (2005, produkcja muzyczna)
- Shadow Cut – Pictures of Death (2005, produkcja muzyczna, realizacja nagrań, miksowanie)
- October Falls – The Streams of the End (EP) (2007, mastering)
- Draugnim – Northwind's Ire (2008, produkcja muzyzczna)
- The Iniquity Descent – An Empty Temple (EP) (2011, miksowanie)
- Crimfall – The Writ Of Sword (2011, akordeon)[12]
- The True Werwolf – C.N.N./0373 (EP) (2013, instrumenty klawiszowe)
- Perdition Winds – Aura of Suffering (2014, mastering)